# Kasper Lunding
Kasper Lunding Jakobsen (født 17. juli 1999) er en dansk fodboldspiller, der spiller for den danske  klub Vendsyssel FF på midtbanen. Han kom hertil fra Aalesunds Fotballklubb i sommeren 2023.

## Klubkarriere
Lunding startede sin fodboldkarriere i AGF's samarbejdsklub Vejlby-Risskov Idrætsklub (VRI) som 6-årig. Han spillede som 11-årig en periode på klubbens andethold, og som 12-årig måtte han vælge mellem at spille fodbold eller håndbold, hvor han valgte fodbolden. Han skiftede som U/13-spiller til AGF.

### AGF
Han skrev som 15-årig under på sin første ungdomskontrakt med AGF.
Lunding skrev i starten af januar 2017 under på en treårig aftale med AGF, således parterne havde papir på hinanden frem til udgangen af 2019.
Han var første gang en del af truppen i forbindelse med en Superligakamp den 19. november 2016 mod FC Nordsjælland, hvor han dog ikke blev skiftet ind. Han fik sin officielle debut for AGF's førstehold den 29. august 2017 i en kamp i DBU Pokalen 2017-18, 2. runde mod VSK Aarhus, som AGF vandt 1-4. Han blev skiftet ind efter 83 minutter som erstatning for Mustapha Bundu. 3. runde-kampen mod FC Fredericia spillede han også, da han startede inde og spillede de første 76 minutter i et 1-0-nederlag.

### Odds BK
I juni 2020 blev Lunding udlejet til den norske klub Odds BK, hvor han hurtigt fik succes, idet han på tre måneder spillede 15 kampe og scorede fire mål.

### Heracles
Successen i Norge vakte interesse i andre klubber, og på transfervinduets sidste dag, 5. oktober 2020, blev Lundgren solgt til den hollandske klub,  Heracles.